# Папский легат
Па́пский лега́т (лат. Legatus papae, Legatus Pontificius) — личный представитель папы римского в разных странах с поручением на срок, необходимый для его выполнения. Легат назначается лично папой и посылается с поручением к правительству, к монарху или к определённой общине верующих или же для организации определённого важного церковного мероприятия. Легаты стали назначаться папами с VI века. В отличие от папского нунция, легат не являлся постоянным дипломатическим представителем и действует от имени папы лишь в рамках полученного задания.

Одним из видов легата является Legatus Natus – от латинского: прирожденны легат. Этот титул, ныне исключительно почетный, ранее дававшийся епископам крупных епархий. Титул носят епископы Кельна, Зальцбурга, Праги, Гнезно и другие. Прирожденный легат означает, что этот титул присваивается по должности, а не лично за собственные заслуги. Это делает их постоянными посолами и представителями Папы, в отличие от обычных легатов, которые назначаются на определенный срок для выполнения конкретной миссии.

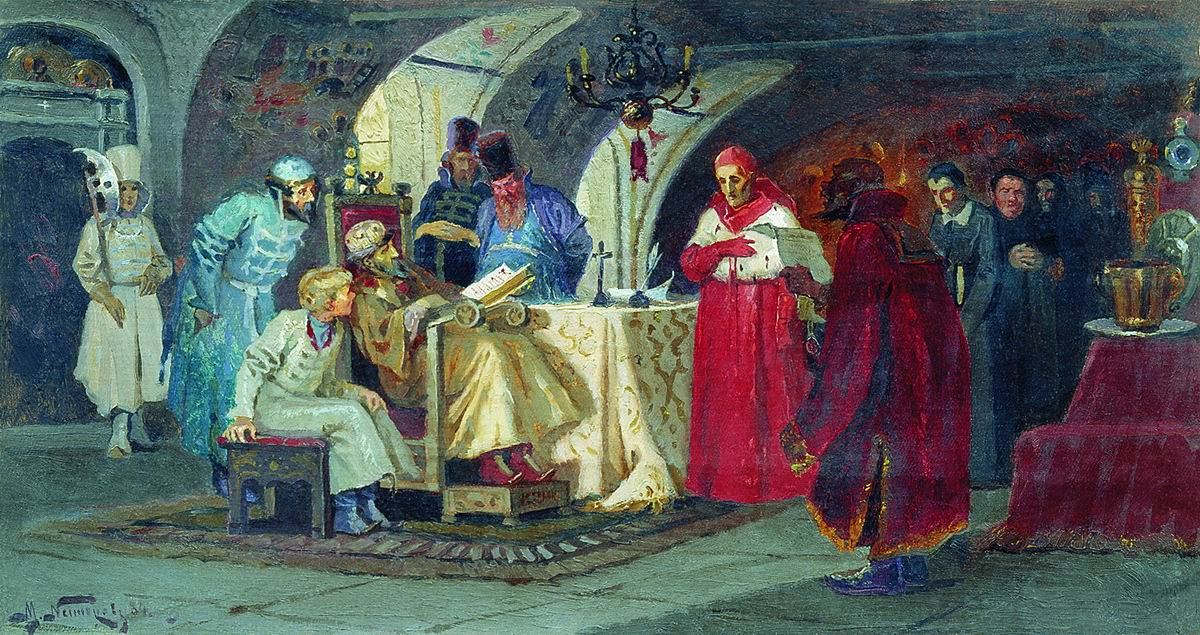
М. В. Нестеров. «Папские послы у Ивана Грозного». 1884
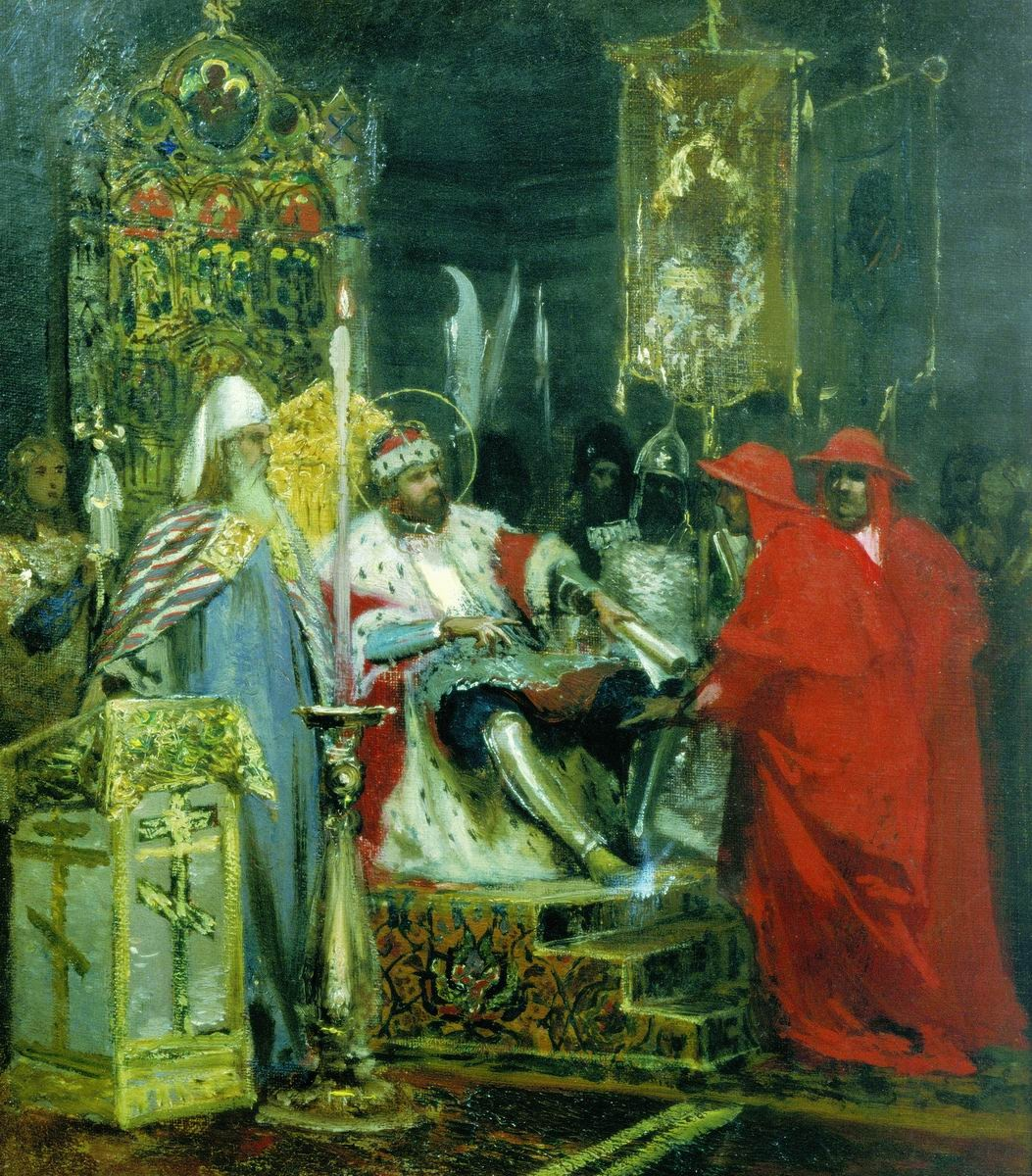
Генрих Семирадский. «Князь Александр Невский принимает папских легатов». 1876